# Ybbstaler Alpen
Die Ybbstaler Alpen sind eine Gebirgsgruppe der Nördlichen Kalkalpen in den Ostalpen. Sie liegen an der Grenze zwischen Oberösterreich, Niederösterreich und der Steiermark. Das Gebirge umfasst den Ostteil der Eisenwurzen und im Süden die Göstlinger Alpen und den Kräuterinstock. In den Göstlinger Alpen liegt das Schigebiet am Hochkar (1808 m) und im Kräuterinstock, mit dem Karstplateau der Kräuterin der höchste Berg der Ybbstaler Alpen, der 1919 m hohe Hochstadl.

## Topographie
Im Osten werden die Ybbstaler Alpen vom Erlauftal begrenzt, im Süden vom Salzatal, im Westen vom oberösterreichischen (unteren) Ennstal.
Nach der Alpenvereinseinteilung der Ostalpen (AVE) umgrenzt sich die Gruppe:
Alpenvorland von Amstetten bis Wieselburg – Erlauf bis Mariazell – Gußwerk – Salza bis Einmündung Enns – Enns bis Kastenreith – Gaflenzbach – Waidhofenbach – Waidhofen an der Ybbs – Ybbs bis Amstetten

## Geologie
Im südlichen Teil bestehen die Ybbstaler Alpen überwiegend aus Karbonatgesteinen der Trias des ostalpinen Deckenstapels, nördlich davon aus Flysch-Sandstein und Mergel der helvetischen Decken und der Lössdecke des Alpenvorlands.

## Natur
In den Ybbstaler Alpen liegen der Naturpark Ötscher-Tormäuer mit der Ötscher-Tropfsteinhöhle, der Nordteil des Naturschutzgebietes Wildalpener Salzatal und der Naturpark Eisenwurzen. In der Nähe des 1893 m hohen Ötscher liegen die Ötscherhöhlen mit dem Geldloch.

### Hütten
- Amstettner Hütte (ÖAV)
- Ötscherschutzhaus (ÖTK)
- Prochenberghütte (ÖAV)
- Terzerhaus (Privat)
- Ybbstaler Hütte (ÖAV)

## Klima
Das Klima ist niederschlagsreich, an über 150 Tagen pro Jahr fällt Niederschlag, nur im Herbst gibt es viel Sonne und die Winter sind schneereich.

## Angrenzende Gebiete
- Westen: Oberösterreichische Voralpen
- Südwesten: Ennstaler Alpen
- Süden: Hochschwab
- Südosten: Mürzsteger Alpen
- Osten: Türnitzer Alpen